# Веће цркава Новог Судана
Веће цркава Новог Судана (енгл. New Sudan Council of Churches) је организација основана 1989/90. године на иницијативу бискупа Паридеа Табана. Њен циљ оснивања био је спречавање конфликата насталих грађанским ратом. Веће се састоји из шест цркава чланица.

## Циљеви
- мировни програм (посредовање у решавању сукоба)
- едукација (образовање младих и изградња школа)
- програм борбе против ХИВ-а (едукација становништва, организација и помоћ људима оболели од сиде)
- Жене и млади (помоћ деци и женама)

## Чланице
- Римокатоличка црква у Јужном Судану
- Епископална црква Судана
- Афричка сувоземска црква Судана
- Презветеријанска црква Судана
- Пентакостална црква Судана
- Унутрашња црква Судана